# Guarene
Guarene är en ort och kommun i provinsen Cuneo i regionen Piemonte i Italien. Kommunen hade 3 592 invånare (2018).